# シャーフージー
シャーフージー（マラーティー語：शाहुजी, Shahuji, 1672年 - 1712年?）は、南インドのタミル地方、タンジャーヴール・マラーター王国の君主（在位：1684年 - 1712年）。シャハージー（Shahaji）、シャーフージー1世（Shahuji I）とも呼ばれる。

## 生涯
1684年、父王ヴィヤンコージーが死亡あるいは退位したことにより、王位を継承した。
1686年、名目上の忠誠を誓っていたビジャープル王国がムガル帝国に滅ぼされ、1689年にマラーター王サンバージーが殺害されると、弟のラージャーラームはシェンジへと逃げた。
1687年、ムガル帝国にバンガロール一帯を奪われ、のちにこの地はマイソール王国にジャーギール（封土）として与えられた。その際、マイソール王チッカ・デーヴァ・ラージャよりその代償として30万ルピーを支払い、同地を購入する形をとった。
1690年以降、ムガル帝国はシェンジを包囲したが、タンジャーヴール・マラーター王国は籠城軍に援軍を派遣し、包囲軍に攻撃を仕掛けた。
しかし、タンジャーヴール側も劣勢となり、1691年からはその主権保持を理由に40万ルピーの貢納を払わされ、1697年にはカルナータカ太守ズルフィカール・ハーンにマドゥライ・ナーヤカ朝のマンガンマールから割譲された土地を再割譲させられた。
1698年、ムガル軍がシェンジを落とし、デカンへと主力が戻ると、シャーフージーは領土の奪還に成功した。
1700年代以降、シャーフージーはマドゥライ・ナーヤカ朝やラームナードゥのパーライヤッカーラルと領土を争うようになった。
1712年、シャーフージーはタンジャーヴール城で死亡し、弟のサラボージーが王位を継承した。ただし、王位を譲ってヨーガ行者となったとも伝えられている。

## 人物
シャーフージーは芸術の保護者であり、タンジャーヴール・ナーヤカ朝の時代の城タンジャーヴール城を再改築したばかりか、現在にまで残る素晴らしい装飾を施した。
シャーフージーは学術を愛し、文学を促進した人物でもあった。高品質かつ多数のサンスクリット文学は彼の治世に作成されたものだった。また、多数のタミル語の文学作品も記されたが、ほとんどは質が低下している。また、テルグ語の作品も同様で、タンジャーヴール・ナーヤカ朝の時代に比べて低下していた。